# Antoni Infante
Antoni Infante (* 1958 in Guadix) ist ein valencianischer Politiker. Er ist Koordinator der Plattform für das Recht der Selbstbestimmung des valencisnischen Landes, Mitglieder von Poble Lliure (Freies Volk) und Förderer der Konföderation der Verbände für die  Selbstbestimmung der katalanischen Länder.
Seine Familie wanderte aus Andalusien nach dem Land Valencia wegen wirtschaftlicher Schwierigkeiten, als er Kind war. Er wurde Kommunist am Ende des  Franquismus. Er nahm an der Organisation der Gewerkschaft Comisiones obreras (Arbeiterausschuss) in Torrent und anderen Dörfern der Gegend der Horta de València teil. Später wurde er Generalsekretär für die Gegend der Horta von Comisiones Obreras. 1987 traf er die Entscheidung, sich für die katalanische Unabhängigkeitsbewegung und für den Kampf für die katalanische Länder einzusetzen. Er wurde auch Mitglieder von dem Moviment de Defensa de la Terra (Bewegung für die Verteidigung des Landes) 1990. 1991 war er einer der Stifter der Assemblea Unitària per l'Autodeterminació (Unitäre Versammlung für Selbstbestimmung), zusammen mit Lluís Maria Xirinacs, Carles Castellanos, Jaume Soler, Eva Serra i Puig und Blanca Serra i Puig u. a.
Im Juli 1992 wurde er verhaftet und gepfoltert im Raum der sogenannten Operation Garzón gegen die katalanische Unabhängigkeitsbewegung.
Er schreibt regelmäßig mit Medien der katalanischen Länder wie Z.B. La Veu del País Valencià, Levante-EMV, mon.cat, Llibertat.cat, Ràdio Klara, Lliure i Millor oder València Extra.